# AMZ City Smile CS10LF
AMZ City Smile CS10LF – autobus niskopodłogowy z serii AMZ City Smile przeznaczony dla komunikacji miejskiej, produkowany od 2012 roku przez polską firmę AMZ-Kutno z Kutna. Produkowana jest również wersja elektryczna AMZ City Smile CS10E.

## Eksploatacja[1][2]
| Państwo | Miasto    | Operator      | Liczba sztuk |
| ------- | --------- | ------------- | ------------ |
| Polska  | Kutno     | MZK Kutno     | 6            |
| Polska  | Kraków    | Mobilis       | 4            |
| Polska  | Ostrołęka | MZK Ostrołęka | 2            |
| Polska  | Sochaczew | ZKM Sochaczew | 1            |